# Кенжебаев, Рамиль Юсупович
Рамиль Юсупович Кенжебаев (узб. Ramil Yusupovich Kenjebayev, род. 28 марта 1976, Алмалык, Узбекская ССР, СССР) — узбекский футболист.

## Биография и карьера
Начинал карьеру в 1993 году в клубе «Алмалык» из Ташкентской области. В 1994 году играл за команду «Чирчик», в 1995 году за «Динамо» Самарканд . В 1996 году выступал за «Газалкент», в 1997 году перешел в клуб «Афросиаб» Самарканд, в 1998 выступал за клуб «Металлург». В 1999 году играл за ташкентский «Пахтакор». В 2000—2001 годах Рамиль выступал за клуб «Зарафшан» в городе Навои. В 2001 году также играл за «Сурхан». В 2004 перешёл в АГМК в городе Алмалык. В 2006 году вернулся в футбольный клуб «Металлург» в Бакабад и завершил там карьеру.